# Desisa reseolata
Desisa reseolata là một loài bọ cánh cứng trong họ Cerambycidae.